# Бурый короткоклювый дрозд
Бу́рый короткоклю́вый дрозд, или бурый вертлявый дрозд (лат. Catharus fuscescens), — мелкая птица семейства дроздовых.

## Описание
Длина от 16 до 19,5 см, масса составляет 26—39 граммов, в исключительных случаях до 54 граммов.
Верхняя часть тела взрослой особи в основном светло-коричневого цвета. Нижняя часть белого цвета. Грудь светло-коричневая с темными пятнами.

## Среда обитания
Обитают во влажных лиственных лесах южной Канады и на севере Соединённых Штатов. Сооружают гнезда на земле или в основаниях кустарников.
Эти птицы мигрируют в восточную часть Южной Америки. Очень редко залетают в Западную Европу.

## Размножение
Строят чашеобразное гнездо на земле или у основания куста. Гнездо состоит из трёх структурных слоев, включая внешний, внутренний и облицовочный. Внешний слой состоит из листьев и опорных ветвей, а внутренний слой состоит из сплетённого вместе материала. Подкладка гнезда состоит из гибкого материала, такого как кора, корни и семена. Было задокументировано использование различных частей 27 видов растений. Кладка состоит от трёх до пяти зеленовато-синих яиц, которые могут иметь или не иметь коричневых пятен. Яйца насиживает от 10 до 14 дней самка, в то время как оба родителя кормят птенцов. Молодые особи могут покинуть гнездо через 10—12 дней после вылупления. 

## Питание
Питаются насекомыми и их личинками, пауками, другими беспозвоночных, включая улиток, земляных червей, и мокриц. Они кормятся на лесной подстилке, переворачивая листья, чтобы обнаружить насекомых; могут взлетать, чтобы ловить летающих насекомых. В конце лета и осенью питаются фруктами и ягодами (ежевика, виноград, дикая вишня, кизил и пр.). 